# Austrian Open 2003
Austrian Open (tennis) 2003 — тенісний турнір, що проходив на ґрунтових кортах у місті Кіцбюель, Австрія з 21 липня . Належав до категорії ATP International Series Gold, був турніром серії Austrian Open Kitzbühel 2003 року.

## Фінальна частина

### Одиночний розряд
Гільєрмо Кор'я —  Ніколас Массу 6–1, 6–4, 6–2

### Парний розряд
Мартін Дамм /  Цирил Сук —  Юрген Мельцер /  Александер Пея 6–4, 6–4